# Blackburn (West Lothian)
Blackburn is een plaats (town) in West Lothian, Schotland, nabij Bathgate en 8 km van Livingston. De plaats ligt langs de A8 tussen Edinburgh and Glasgow.

## Geboren
- Susan Boyle (1961), zangeres